# Şenol Fidan
Şenol Fidan (Istanbul, 29 gennaio 1966) è un allenatore di calcio ed ex calciatore turco, di ruolo centrocampista.

## Palmarès

### Giocatore

#### Competizioni nazionali
- Campionato turco: 3

Beşiktaş: 1989-1990, 1990-1991, 1991-1992
- Coppa di Turchia: 2

Beşiktaş: 1988-1989, 1989-1990
- Supercoppa di Turchia: 2

Beşiktaş: 1989, 1992